# 전등사 업경대
전등사 업경대(傳燈寺 業鏡臺)는 인천광역시 강화군 길상면 전등사에 있는 조선시대의 업경대이다. 2002년 12월 23일 인천광역시의 유형문화재 제47호로 지정되었다.

## 개요
업경대는 망자의 죄업을 드러내 보인다고 하는 거울로 업경륜이라고도 한다. 전등사 업경대는 황색사자와 청색사자 1쌍으로 목각 사자의 몸체와 등 위에 커다란 화염문 거울이 꽂혀있다. 규모는 높이 107cm, 길이 65cm이다. 좌대 바닥에 ‘천계칠년정묘구월 십삼일 각록목화원밀영 천기 봉생(天啓七年丁卯九月 十三日 刻祿木畵員密英 天琦 奉生)’이라는 묵서 명문이 남아 있어 조선 인조 5년(1627)에 제작되었음을 알 수 있다. 전등사 업경대는 조선 후기 불교 목공예품의 편년 설정·상호비교 연구의 획기적 자료로 평가된다.

## 참고 문헌
- 전등사 업경대 - 국가유산청 국가유산포털